# Сезон мира в Париже
«Сезон мира в Париже» — фильм югославского режиссёра Предрага Голубовича, снятый в 1981 году.

## Сюжет
Париж, начало 80-х годов, пик террористической активности различных радикальных движений. Сюда приезжает исследователь из Югославии Драган, который после сорванного из возможного тер.акта киносеанса знакомится с начинающим скульптором Элен. Между молодыми людьми возникают романтические отношения, однако фоном их является и эхо прошедшей войны, и современные события. Также у серба завязываются дружеские отношения с уличным артистом Микельанджело, нелегально проживающим в Париже.
Однажды Драган встречает своего земляка Йошко, который во время второй мировой войны находился вместе с юным Драганом в немецком концлагере. В итоге всё его творчество которого пронизано рефлексией на милитаристские темы — сюрреалистические, вопящие от боли и страха лица. Однако для Драгана куда больше значение имеет легендарная сербская фреска — «Белый ангел», очи которого напоминают глаза его новой возлюбленной. Элен проникается проблемой Драгана и сперва приводит его к бывшему офицеру СС Мюллеру, который торгует военным обмундированием. Немец не только не скрывает своё прошлое, но даже кичится участием в расстрелах. Взбешённый, Драган устраивает погром в его лавке. Затем Элен ведёт молодого человека в польскому хирургу Квасневскому, который удаляет вытатуированные в лагере номере тем людей, которые хотят забыть о прошлом. После беседы с ним Драган отказывается это делать.
Молодые люди едут на родину Элен в Нормандию. Однако и здесь минувшая война даёт о себе знать: и это не только блиндажи периода высадки союзников, но постоянные воскресные игрища военных реконструкторов. Оказавшись в таком месте, девушка по трагической случайности погибает. На её могиле Драган ставит небольшую надгробную плиту с изображением «Белого ангела», которая резко выделяется среди окружающего серого ландшафта. После похорон молодой человек возвращается в Белград, а тем временем Микельанджело и его друзья прямо в аэропорту разыграют сценку из пьесы Бертольда Брехта «Мамаша Кураж»…

## В ролях
- Мария Шнайдер — Элен
- Драган Николич — Драган
- Ален Нури — Микельанджело
- Алида Валли — хозяйка отеля
- Раф Валлоне — Мюллер[2]
- Мики Манойлович — Йошко
- Даниэль Желен
- Паскаль Пети

## Награды
- 1981 год — Специальный приз Московского кинофестиваля[3]